# Bob Carmichael (Kameramann)
Robert „Bob“ Carmichael (* 1947 oder 1948 in Boulder, Colorado) ist ein US-amerikanischer Kameramann, Filmregisseur, Filmproduzent und Filmschaffender, der 1981 gemeinsam mit Greg Lowe mit und für den Kurzfilm Fall Line für einen Oscar nominiert war.

## Biografie
Carmichael ist ein ehemaliger Footballspieler, der im Team der University of Colorado spielte. Er besuchte im Zeitraum 1966 bis 1971 die University of Colorado in Boulder und studierte bei Milton Katselas am Beverly Hills Playhouse. Sein erster Job danach war eine Arbeit als Personalchef, Kameramann, Cutter und Autor für NFL-Filme. Carmichael ist ein Pionier auf dem Gebiet der Entwicklung von Kletterproduktionstechniken, wie die unter seiner Regie und Kameraarbeit entstandene Titelsequenz für Star Trek V: Am Rande des Universums ausweist, deren Aufnahmen 2500 Fuß über El Capitan gedreht wurden. In der Standfotografie wurde Carmichael mit sieben Nominierungen bei den International Master Color Awards und sieben Silver Telly Awards für Webinhalte für eine Maroon 5-Fotografie plus Grafikeffekttechnik ausgezeichnet, die er für eine Videoproduktion namens photoGRAPIC-video entwickelt hat. Diese Technik kam auch bei der Inauguration von Barack Obama zum Tragen.
Carmichael arbeitet als Kameramann, Produzent und Regisseur sowohl für Spielfilme als auch für Filme mit dokumentarischem Hintergrund. Er ist langjähriges Mitglied der Directors Guild of America (DGA), einer gewerkschaftlichen Vereinigung der US-amerikanischen Regisseure, sowie der International Cinematographers Guild, einer Vereinigung für Kameraleute, deren Präsident er war. Carmichael lebt und arbeitet in Boulder in Colorado, wo er sein eigenes Studio Carmichael Productions, Inc., betreibt.
Carmichaels 1972 entstandener Kletterfilm Break on Through war seiner Zeit voraus und ist heute als einer der wegweisenden Filme hinsichtlich abenteuerlicher Sportfilme anerkannt. Der Film wurde mit der Musik von Tommy Bolin unterlegt und von Carmichael an CBS Sports verkauft. Carmichael und sein Team sind Pioniere der 16-mm- und 35-mm-Filmtechniken an senkrechten Wänden. Sein zweiter Film Outside the Arena (1976), ein Dokumentarfilm, konzentriert sich auf eine Philosophie des lebenslangen sportlichen Engagements. Die Aufnahmen entstanden auf dem 1.200 Meter hohen Gipfel des Long Peak.
In dem 1980 veröffentlichten Abenteuerfilm Weiße Hölle stößt David Janssen in seiner Rolle als National-Park-Ranger mit einem Armeeoffizier (Tony Musante) zusammen, da die Männer unterschiedlicher Meinung sind, wie eine Rettungsaktion für drei Kletterer durchgeführt werden soll. Carmichael stand hinter der Kamera.
In seinem 1981 veröffentlichten Film Fall Line, einem Film über extremes Skifahren in der Ostwand des Grand Ten in Wyoming, machte Carmichael buchstäblich darauf aufmerksam, wie extrem Skifahren sein kann. Der Film entstand in Zusammenarbeit mit Greg Lowe. Beide Männer wurden für und mit ihrem Film für einen Oscar nominiert. Die Trophäe ging jedoch an Lloyd Phillips und den Kurzfilm The Dollar Bottom, der die Geschichte eines gewieften Schülers mit Geschäftssinn zum Inhalt hat. Im selben Jahr drehte Carmichael mit First Ascent einen Kletterfilm mit Frauen, in dem Lynn Hill und Beth Bennet die Akteurinnenn sind. Für besondere Leistungen wurde Carmichael 1982 mit einem National Sports Emmy Award für den von ihm produzierten und inszenierten Dokumentarfilm Football in America ausgezeichnet, der traumatischen Verletzungen in diesem Sport nachgeht. Der Film hatte Auswirkungen auf Helmhersteller, die ihre Warnschilder nun an der Außenseite ihrer Helme anbringen mussten. Der 1983 veröffentlichte Sportfilm We Are Family, bei dem Carmichael die Kamera führte, handelt von der Boxlegende Joe Frazier, seinen Söhnen und Neffen. In der musikalischen Komödie This Is Spinal Tap begleitete Carmichael die britische Heavy-Metal-Band Spinal Tap mit seiner Kamera auf ihrer Comeback-Tour in Amerika.
Dass der 1988 von ihm konzipierte und eingeführte Wettbewerb als Mitschöpfer und Präsident des Snowbird International Climbing Competition von CBS Sports übertragen wird, ist Carmichael zu verdanken. Ebenfalls 1988 hielt Carmichael zwei Pilotshows für Maryland Public Television dokumentarisch fest, in dem die Akteure in 45 Tagen vier Kontinente bereisen. Für History Channel entstand eine vierstündige Serie über das Überleben bei extrem kaltem Wetter, die auch die Überlebensgeschichte von Douglas Mawson und eines Eliste-SAR-Teams in Alaska beinhaltet. Carmichael führte die Kamera und kümmerte sich um den Ablauf. Bei dem Action-Abenteuer-Thriller Jagd auf Roter Oktober (1990) mit Sean Connery und Alec Baldwin in den Hauptrollen war Carmichael für die Luftbildkamera zuständig.
An der biografischen Dokumentation Jeff Lowe’s Metanoia, die 2014 erschien, war Carmichael hinter der Kamera beteiligt. Sie folgt dem Alpinisten Jeff Lowe bei seinen Aufstiegen auf der ganzen Welt bis hin zu seinem aufgrund einer unheilbaren Krankheit letzten Aufstieg. Im Jahr 2020 entwickelte Carmichael eine neunteilige Fernsehserie, die sich mit zeitgenössischem American Football befasst. Er ist Fachmann für Klettern, Radfahren, Skifahren, Surfen, Segeln, Stuntarbeiten sowie Luftaufnahmen und Automobilaktionen. Für National Geographic Explorer produzierte Carmichael Dokumentarfilme über Big Wave Surfing und Waterfall Ice Climbing. Über das Autorennen Daytona 500 auf der Rennstrecke Daytona International Speedway drehte er einen 70-mm-Film. Die International Speedway Corporation baute ein Museum, um diesen Film zu präsentieren.
Bob Carmichael ist der Vater des Musikers Jesse Carmichael, Gitarrist, Keyboarder und Backgroundsänger der Band Maroon 5.

## Filmografie (Auswahl)
- 1972: Break on Through (Regie, Produzent, Autor)
- 1976: Outside the Arena (Dokumentarfilm; Regie, Kamera, Autor)
- 1980: That’s Incredible! (Fernsehserie, Folge The World’s Greatest Stuntman; Kamera)
- 1980: Weiße Hölle (High Ice, Fernsehfilm; Kamera (Bergsequenzen)
- 1981: Real People (Fernsehserie, 10 Folgen; Regie, Produzent)
- 1981: Fall Line (Kurzfilm; Regie, Produzent, Kamera)
- 1981: To Catch a Wave (Regie, Produzent, Kamera)
- 1981: First Ascent (Regie, Produzent, Kamera, Autor)
- 1982: Football in America (Fernseh-Dokumentation; Regie, Produzent, Kamera, Autor)
- 1983: We Are Family (Fernsehfilm, Kamera)
- 1984: This Is Spinal Tap (alternativ: Die Jungs von Spinal Tap; Kamera)
- 1985: Wogan (Fernsehserie, Folge Christmas With the Carringtons; Kamera)
- 1985: Cloudwalker (Fernsehfilm-Dokumentation; Kamera)
- 1986: 16 Days of Glory (Dokumentation; Kamera)
- 1986: Top Gun – Sie fürchten weder Tod noch Teufel (Top Gun; Kamera)
- 1989: Star Trek V: Am Rande des Universums (Star Trek V: Final Frontier; Kamera,  Regieassistenz, Regie bei den Klettersequenzen im Yosemite-Nationalpark)
- 1990: Jagd auf Roter Oktober (The Hunt for Red October; Kamera)
- 1990: Navy Seals – Die härteste Elitetruppe der Welt (Navy Seals; Kamera, Regieassistenz)
- 1991: Geboren in Queens (Queens Logic; Kamera)
- 1991: The Ultimate Challenge (Regieassistenz)
- 1992: Mörderisches Dreieck (Double Jeopardy; Kamera)
- 1993: Ice Climb (Fernsehfilm; Regie, Produzent, Kamera)
- 1994: National Geographic Explorer (Fernseh-Seriendokumentation, Folge Ice Climb; Regie, Kamera, Produzent)
- 1996: Der Club der Teufelinnen (The First Wives Club)
- 2000: Baywatch – Die Rettungsschwimmer von Malibu, Fernsehserie, 4 Folgen, Regieassistenz)
- 2003: Love Don’t Cost a Thing (Kamera)
- 2003: Waiting for the Snow to Fall (Video-Dokumentation; Kamera)
- 2008: Maroon 5: Japan Tour 2008 (Kurzfilm; Regie, Produzent, Kamera, Cover Art)
- 2009: Maroon 5: Story (Video-Kurzfilm; Regie)
- 2014: Jeff Lowe’s Metanoia (Dokumentation; Kamera)

## Auszeichnungen
Oscarverleihung 1981
- Oscarnominierung mit und für den Kurzfilm Fall Line in der Kategorie „Bester Kurzfilm“ gemeinsam mit Greg Lowe

Chicago International Film Festival 1981
- Nominierung für den Golden Hugo mit und für Fall Line in der Kategorie „Beste Dokumentation“

Sports Emmy Award 1983
- Gewinner des Special Classification of Outstanding Achievement mit und für Football in America